# RevisionsPraktiker
Die Zeitschrift Revisions-Praktiker (eigene Schreibung mit Binnenmajuskel: RevisionsPraktiker) ist eine Fachzeitschrift für Revisoren aus Banken und Sparkassen sowie extern mit der Prüfung beschäftigte Personen.
Der Revisions-Praktiker erscheint alle zwei Monate. Er informiert in 48 Seiten über Trends, Gesetzesvorhaben und Änderungen sowie sonstigen Meldungen und Studien zum Thema der Revision.
Weitere Themen sind beispielsweise die Risikoorientierte Prüfungsplanung sowie IKS/Schlüsselkontrollen und Fachbereichsübergreifende Themen wie effizientere Arbeitsanweisungen. Aufgrund der  Integration der Themenfelder in die Arbeitsabläufe legt die Zeitschrift  Wert auf den Praktikeransatz. Verfasst werden die Artikel überwiegend von Revisionspraktikern bzw. von Vertretern der Bankenaufsicht und externen Prüfern.